# Лосмина
Лосмина (рус. Лосьмина) река је у европском делу Русије која протиче преко територија Смоленске области и лева је притока реке Вазузе (део басена реке Волге и Каспијског језера). Протиче преко територије Сичјовског рејона.
Извире недалеко од изворишта Дњепра, на крајњем западу Сичјовског рејона, источно од села Ширјајево, тече у смеру истока и североистока и након 49 km тока улива се у реку Вазузу на истом месту где се улива и река Јаблоња на 6 km од града Сичјовке. 